# Podkowa II
Podkowa II (Podkowa b) – polski herb szlachecki z nobilitacji.

## Opis herbu
Opis z wykorzystaniem klasycznych zasad blazonowania:
W polu czerwonym podkowa barkiem do góry srebrna; nad nią gwiazda ośmiopromienna, złota; między ocelami miecz srebrny z rękojeścią złotą. Klejnot: nad hełmem, w koronie pięć piór strusich, przeszytych mieczem, ostrzem w lewo. Labry błękitne, podbite srebrem.

## Najwcześniejsze wzmianki
Nadany w 1790 Marcinowi Prandtke, kapitanowi w I regimencie wojska koronnego, potwierdzony 14 lutego 1792, według Chrząńskiego nadany także w 1790 Wojciechowi Greffenowi.

## Herbowni
Dwa rody herbownych:
Greffen, Prandtke.